# Rhododendron kanehirai
Espèce
Classification phylogénétique
Statut de conservation UICN

 EW  : Éteint à l'état sauvage
Rhododendron kanehirai est une espèce de plantes de la famille des Ericaceae, originaire de Taiwan. Elle est éteinte à l'état sauvage, ne se trouve plus qu'en plante ornementale.